# Varginha
Varginha är en stad och kommun i sydöstra Brasilien och ligger i delstaten Minas Gerais. Befolkningen uppgår till cirka 130 000 invånare. Varginha är centrum i ett av Brasiliens viktigaste kaffeproducerande områden.

## Befolkningsutveckling
| Område     | Areal (km²)   | Invånarantal 1 augusti 2000 | Invånarantal 1 augusti 2010 | Invånarantal 1 juli 2014 |
| ---------- | ------------- | --------------------------- | --------------------------- | ------------------------ |
| Kommun     | 395,40        | 108 998                     | 123 081                     | 131 269                  |
| Centralort | Ingen uppgift | 104 165                     | 119 061                     | Ingen uppgift            |